# Mónica Rodríguez (cantante)
Mónica Rodríguez es una compositora de música cristiana originaria de Maracaibo, Venezuela. Es la primera mujer venezolana en ganar un Premio Grammy Latino en cualquier categoría, siendo en 2010 este acontecimiento por su segundo álbum Tienes que creer, reconocido como Mejor álbum cristiano. La artista formó parte de los cantantes del sello CanZion y ha lanzado 4 álbumes hasta la fecha, recibiendo otras nominaciones a los Premios Grammy Latinos y Premios Arpa.

## Carrera musical
Desde los 12 años, Mónica comenzó a cantar. Formó parte de los coros y voces principales de la iglesia donde asistía. Formó parte de la agrupación ETP, pero en 2007, iniciaría su carrera como solista. Su primer álbum llegaría en 2009, titulado Tú me cuidarás, producción musical que la llevó a España, confirmando por medio de este trabajo el llamado que Dios había hecho a su vida. En ese mismo año se incrementaron los éxitos, ya que los sencillos promocionales «Victoria» y «Tú me cuidarás» sonaron en las estaciones radiales venezolanas, siendo muy solicitadas por el público. De igual manera, nuevamente traspasó las fronteras de su país, haciendo giras promocionales en Estados Unidos, Costa Rica y Panamá. La canción «Victoria» llegó a ser parte del Top 20 en las radios hispanas de los Estados Unidos a través de La Nueva 88.3 FM.
En mayo de 2010, Mónica presentó su segundo álbum titulado Tienes que creer, grabado en los Estados Unidos y Venezuela bajo la producción musical de su esposo, Carlos Almarza, en el que participó el reconocido cantante Coalo Zamorano, quien interpreta con ella el tema «Oye». A tan solo tres meses de su lanzamiento, el álbum mostró tener muy buena aceptación: su primer sencillo promocional, «Tienes que creer», entró en el Top 20 de La Nueva 88.3 FM de Miami. El sencillo comenzó a escalar posiciones hasta llegar al No.1, en donde permaneció dos semanas consecutivas. También fue No.1 en otras estaciones radiales importantes de Centroamérica. Los temas «Me basta» y «Me falla todo menos tú» han formado parte de las listas de popularidad en diferentes emisoras en América Latina y los Estados Unidos.
El tema «Solo tú» fue utilizado como tema de la telenovela «Pecado de soberbia», ⁣ producción de siete episodios realizada y televisada por la cadena ENLACE y estrenada en diciembre de 2011. Asimismo, tuvo el privilegio de ser invitada a participar en la gira «25 Concierto Conmemorativo» de Marcos Witt en 16 ciudades de ocho países de América Latina, tres de ellas en ciudades de su natal Venezuela. A lo largo de su participación en la gira, Mónica tuvo la oportunidad de interpretar a dueto con Marcos Witt el tema «Yo te busco».
En el primer semestre de 2013, Mónica lanza su tercer álbum titulado Encontré Su Amor, que cuenta con la colaboración de Lilly Goodman y distribuido internacionalmente por el sello CanZion. Al año siguiente, llegaría Mi Dios Grande, su última producción de estudio, y cuenta con la participación especial del venezolano Daniel Calveti. Su registro más reciente es el sencillo «Fuiste tú», lanzado en 2021.

## Discografía
- 2009: Tú me cuidarás
- 2010: Tienes que creer
- 2013: Encontré su amor
- 2014: Mi Dios Grande
- 2021: Fuiste Tu

## Vida personal
En el año 2000, Mónica finalizó sus estudios profesionales y se graduó como psicopedagoga. El 29 de febrero de 2003, contrajo matrimonio con el músico Carlos Almarza, con quien vive en Maracaibo y quien ha sido el productor de su trabajo discográfico. En 2014, cambia su residencia a Estados Unidos en la ciudad de Houston, Texas.

## Premios y reconocimientos
Tras el estreno del álbum Tienes que creer, llegó la sorpresiva nominación de esta producción en la 11.ª Entrega Anual del Latin GRAMMY®, en la categoría de Mejor álbum musical cristiano en idioma español, nominación compartida en esa ocasión con Danilo Montero, Jesús Adrián Romero, Álex Campos, ROJO y Álvaro Torres, siendo la cantante venezolana la galardonada con solo un año y medio de haber iniciado su carrera musical de manera independiente. Mónica es la primera mujer venezolana en ser galardonada con un Latin Grammy. En 2011, Mónica recibió en la capital argentina un reconocimiento de «Visitante distinguida» por parte del municipio Almirante Brown de esa ciudad.
En 2013, Encontré Su Amor fue nominado nuevamente al Latin Grammy, y también a los Premios Arpa. En 2014, Mi Dios Grande fue nominado en Premios Arpa.
En 2023, recibió un Premio Arpa por su canción Fuiste Tú como Mejor track vocal femenino.